# Dompierre-sur-Mer
Pour les articles homonymes, voir Dompierre.
Dompierre-sur-Mer est une commune du Sud-Ouest de la France, située dans le département de la Charente-Maritime (région Nouvelle-Aquitaine).
Ses habitants sont appelés les Dompierrois et les Dompierroises.
Faisant partie de la Communauté d'agglomération de La Rochelle, Dompierre-sur-Mer est incluse dans l'agglomération rochelaise étant devenue une commune résidentielle et péri-urbaine qui tire l'essentiel de son essor urbain de sa proximité avec La Rochelle.

## Géographie

### Hameaux et quartiers

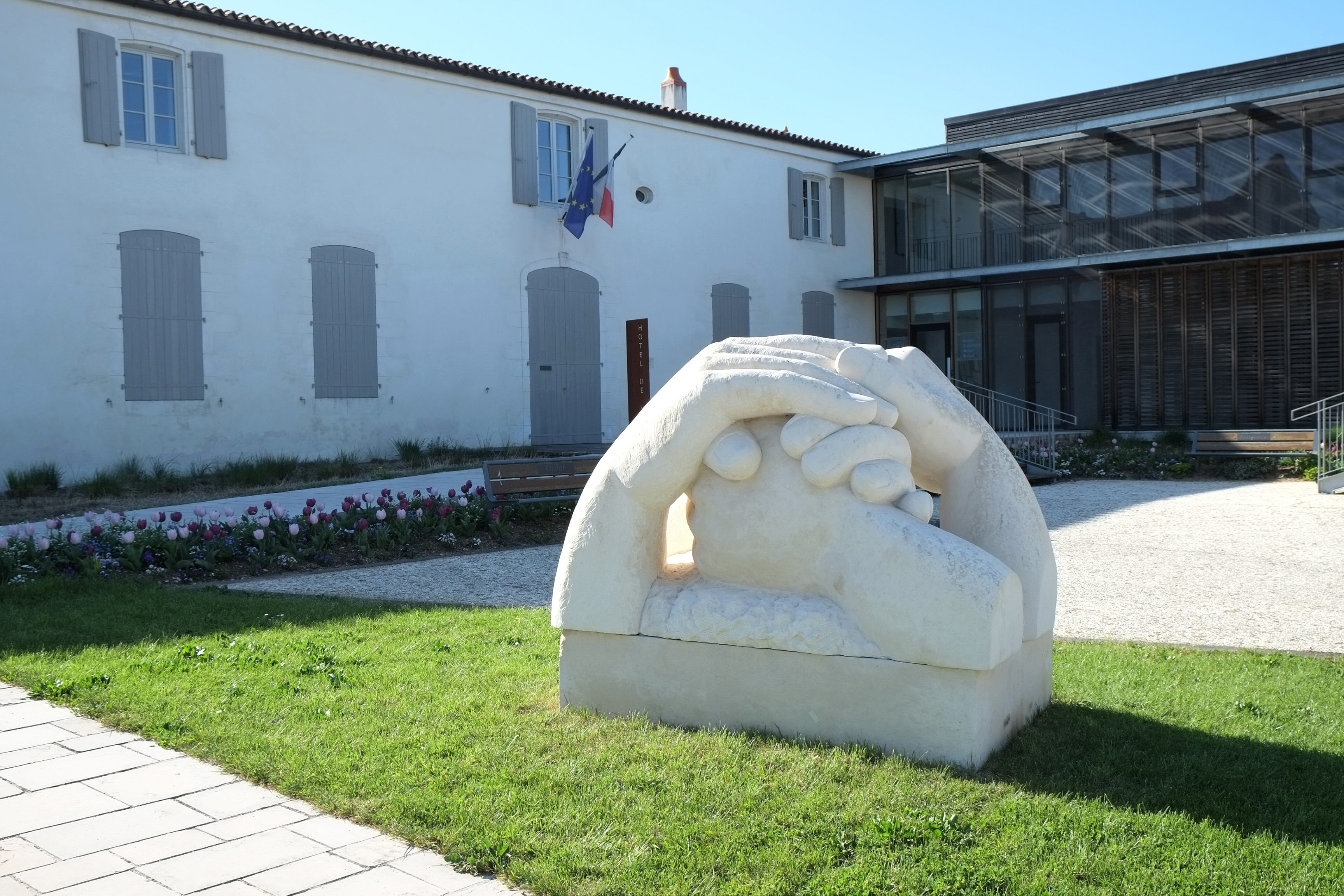
Sculpture d'Alain Dony symbolisant la solidarité et la fraternité.

Outre le centre-ville qui a considérablement changé d'aspect depuis les tout récents travaux d'aménagements urbain, la commune comprend de nombreux villages, écarts, lieux-dits ou hameaux tels que Chagnolet, Mouillepied, la Bernarderie, la Grande Fromagère, la Grelèterie, les Brandes, Belle-Croix, Monplaisir, la Corne-Neuve, l'Abbaye, Petit Candé ou quelques maisons du village de la Gabardelière (par ailleurs partagé entre les communes de Bourgneuf et Sainte-Soulle).

### Communes limitrophes
|            | Saint-Xandre      |               |
| Puilboreau | Dompierre-sur-Mer | Sainte-Soulle |
|            | Périgny           | Bourgneuf     |

### Dompierre de France
Dompierre fait partie de l'Association des Dompierre de France regroupant 23 communes françaises dont le nom comporte Dompierre. Chaque année, une fête nationale est organisée dans une ville ou un village différent portant ce nom. Dompierre-sur-Mer a accueilli ses cousins dompierrois et dompierrais en 1999 et 2007.

## Urbanisme

### Typologie
Au 1er janvier 2024, Dompierre-sur-Mer est catégorisée ceinture urbaine, selon la nouvelle grille communale de densité à 7 niveaux définie par l'Insee en 2022.
Elle appartient à l'unité urbaine de La Rochelle, une agglomération intra-départementale dont elle est une commune de la banlieue,. Par ailleurs la commune fait partie de l'aire d'attraction de La Rochelle, dont elle est une commune de la couronne,. Cette aire, qui regroupe 72 communes, est catégorisée dans les aires de 200 000 à moins de 700 000 habitants,.

### Occupation des sols
L'occupation des sols de la commune, telle qu'elle ressort de la base de données européenne d’occupation biophysique des sols Corine Land Cover (CLC), est marquée par l'importance des territoires agricoles (81,2 % en 2018), en diminution par rapport à 1990 (86,3 %). La répartition détaillée en 2018 est la suivante : 
terres arables (73,5 %), zones urbanisées (14,8 %), zones agricoles hétérogènes (7,8 %), forêts (3,9 %), zones industrielles ou commerciales et réseaux de communication (0,1 %). L'évolution de l’occupation des sols de la commune et de ses infrastructures peut être observée sur les différentes représentations cartographiques du territoire : la carte de Cassini (XVIIIe siècle), la carte d'état-major (1820-1866) et les cartes ou photos aériennes de l'IGN pour la période actuelle (1950 à aujourd'hui).

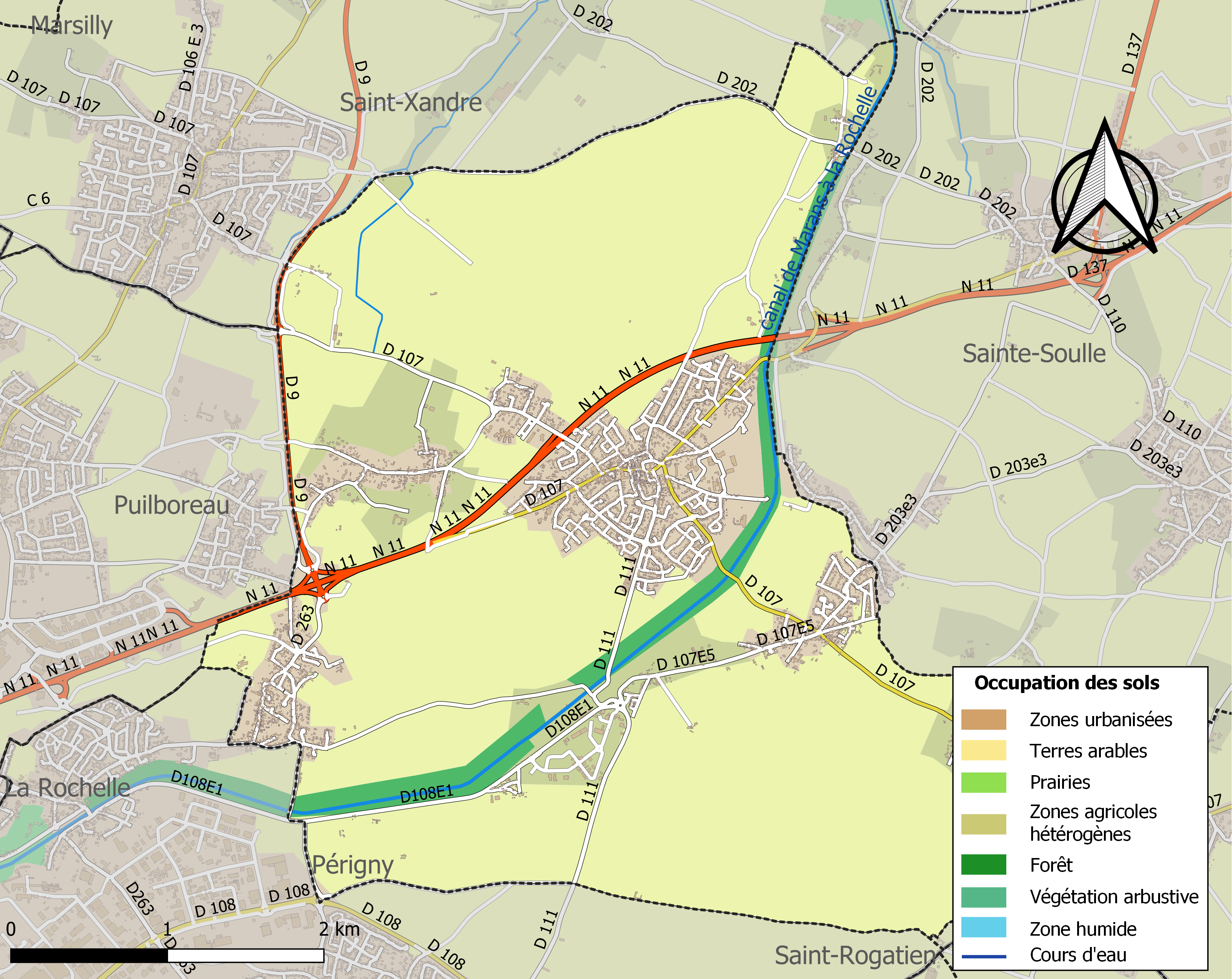
Carte des infrastructures et de l'occupation des sols de la commune en 2018 (CLC).

### Risques majeurs
Le territoire de la commune de Dompierre-sur-Mer est vulnérable à différents aléas naturels : météorologiques (tempête, orage, neige, grand froid, canicule ou sécheresse), mouvements de terrains et séisme (sismicité modérée). Il est également exposé à un risque technologique, le transport de matières dangereuses. Un site publié par le BRGM permet d'évaluer simplement et rapidement les risques d'un bien localisé soit par son adresse soit par le numéro de sa parcelle.

#### Risques naturels

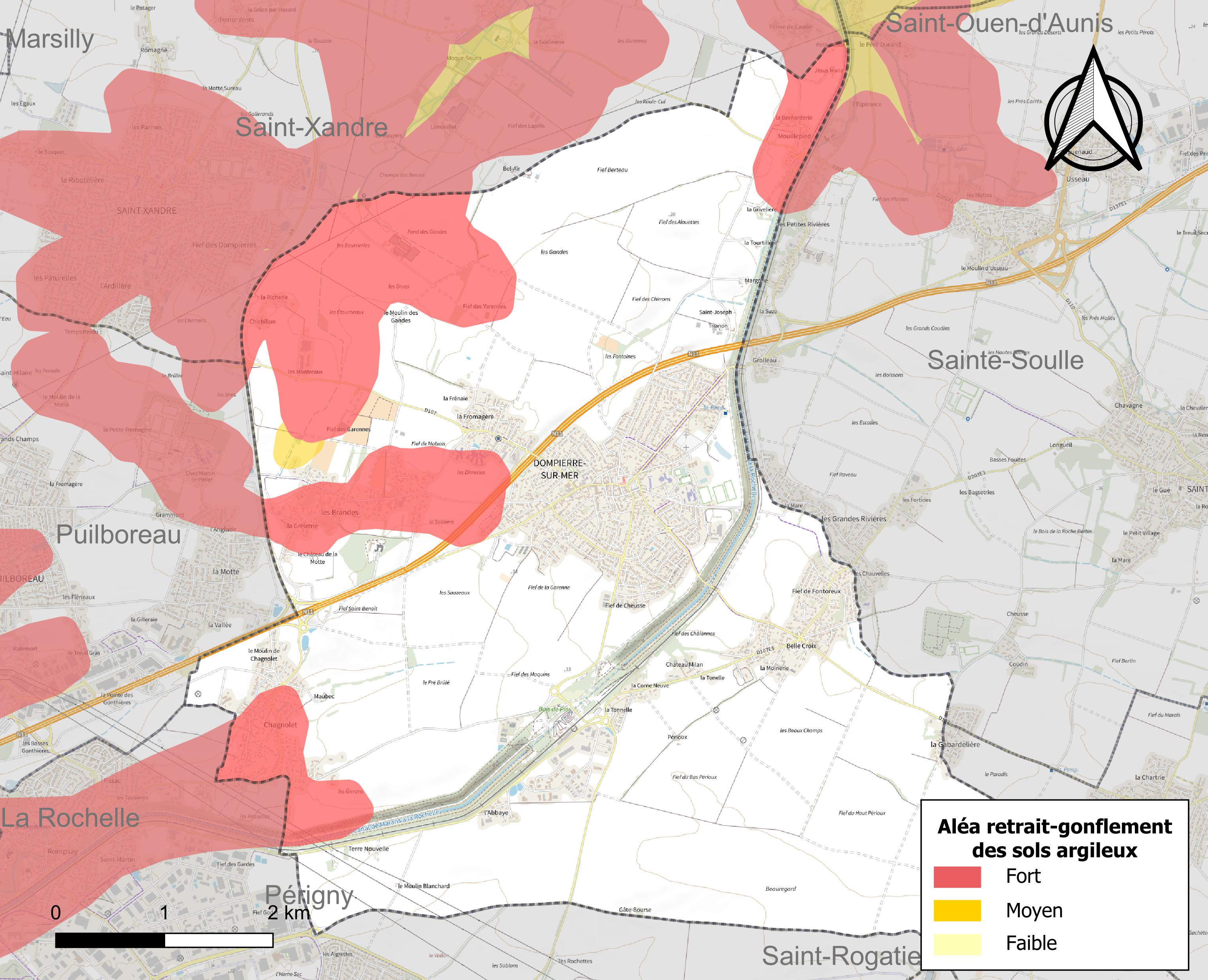
Carte des zones d'aléa retrait-gonflement des sols argileux de Dompierre-sur-Mer.

Les mouvements de terrains susceptibles de se produire sur la commune sont des tassements différentiels.
Le retrait-gonflement des sols argileux est susceptible d'engendrer des dommages importants aux bâtiments en cas d’alternance de périodes de sécheresse et de pluie. 16,8 % de la superficie communale est en aléa moyen ou fort (54,2 % au niveau départemental et 48,5 % au niveau national). Sur les 2 425 bâtiments dénombrés sur la commune en 2019, 547 sont en aléa moyen ou fort, soit 23 %, à comparer aux 57 % au niveau départemental et 54 % au niveau national. Une cartographie de l'exposition du territoire national au retrait gonflement des sols argileux est disponible sur le site du BRGM,.
Par ailleurs, afin de mieux appréhender le risque d’affaissement de terrain, l'inventaire national des cavités souterraines permet de localiser celles situées sur la commune.
La commune a été reconnue en état de catastrophe naturelle au titre des dommages causés par les inondations et coulées de boue survenues en 1982, 1999, 2001, 2010 et 2020. Concernant les mouvements de terrains, la commune a été reconnue en état de catastrophe naturelle au titre des dommages causés par la sécheresse en 1989 et 1991 et par des mouvements de terrain en 1999 et 2010.

#### Risques technologiques
Le risque de transport de matières dangereuses sur la commune est lié à sa traversée par une ou des infrastructures routières ou ferroviaires importantes ou la présence d'une canalisation de transport d'hydrocarbures. Un accident se produisant sur de telles infrastructures est susceptible d’avoir des effets graves sur les biens, les personnes ou l'environnement, selon la nature du matériau transporté. Des dispositions d’urbanisme peuvent être préconisées en conséquence.

## Toponymie
Dompierre est un hagiotoponyme caché. Le nom du village provient simplement du nom de l'église Saint-Pierre, en latin ecclésiastique Sanctus Petrus. Le terme sanctus qui signifie saint a eu en latin d'église un synonyme, celui de dominus signifiant maître. Les deux vocables deviennent dans la période médiévale des synonymes et, ce, jusqu'à l'époque capétienne. Dominus a donné le gallo-roman DOMNU qui explique les formes anciennes en Dom-, ainsi que les toponymes en Dom- (cf. Dommartin, Domjean, etc.), mais dans la plupart des cas, Dom- a évolué en Dam- (cf. Dammartin, etc.), tout comme DOMNA a donné dame, forme féminine. Le développement particulier du o s'explique par le fréquent emploi proclitique du mot, notamment devant les noms propres.

## Histoire
Anciennement appelée Dompierre, ou parfois Dompierre en Aunis, la commune a pris officiellement le nom de Dompierre-sur-Mer le 2 mars 1962 (J.O., 1962, 55, 2308).
La ville, contrairement à ce que son nom pourrait laisser croire, n’est pas située au bord de mer. Elle porte ce nom pour différencier toutes les villes qui s’appellent Dompierre et la situer « vers la mer ».
Près du village de Belle-Croix, se situait le château de Dompierre (dont il ne reste rien).
Depuis le 5 août 1990, Dompierre-sur-Mer est jumelé à la municipalité de Saint-Antoine-sur-Richelieu au Québec. Cette dernière aurait été fondée à l'origine par les arrières-petits fils de Jacques Archambault, un des pionniers du « nouveau monde » et né à Dompierre-sur-Mer.

## Politique et administration

### Liste des maires
| Période                                  | Période   | Identité               | Étiquette | Qualité |
| ---------------------------------------- | --------- | ---------------------- | --------- | --- |
| Les données manquantes sont à compléter. |           |                        |           | |
|                                          |           |                        |           | |
| mars 1989                                | mars 2014 | Michel-Martial Durieux | PRG       | Vice-président de la CA de La Rochelle [Quand ?]                                                                                             |
| mars 2014                                | mai 2020  | David Caron            | UMP → LR  | Sapeur-pompier professionnel 14e vice-président de la CA de La Rochelle (2014 → 2020)                                                        |
| mai 2020                                 | En cours  | Guillaume Krabal       | DVG       | Directeur adjoint du Musée maritime de La Rochelle 10e vice-président de la CA de La Rochelle (2020 → ) Conseiller départemental depuis 2021 |

## Population et société

### Démographie
L'évolution du nombre d'habitants est connue à travers les recensements de la population effectués dans la commune depuis 1793. Pour les communes de moins de 10 000 habitants, une enquête de recensement portant sur toute la population est réalisée tous les cinq ans, les populations de référence des années intermédiaires étant quant à elles estimées par interpolation ou extrapolation. Pour la commune, le premier recensement exhaustif entrant dans le cadre du nouveau dispositif a été réalisé en 2004.

En 2022, la commune comptait 6 084 habitants, en évolution de +12,94 % par rapport à 2016 (Charente-Maritime : +4,04 %, France hors Mayotte : +2,11 %).
| 1793  | 1800  | 1806  | 1821  | 1831  | 1836  | 1841  | 1846  | 1851  |
| ----- | ----- | ----- | ----- | ----- | ----- | ----- | ----- | ----- |
| 2 200 | 2 400 | 2 116 | 2 332 | 2 685 | 2 570 | 2 575 | 2 701 | 2 793 |

| 1856  | 1861  | 1866  | 1872  | 1876  | 1881  | 1886  | 1891  | 1896  |
| ----- | ----- | ----- | ----- | ----- | ----- | ----- | ----- | ----- |
| 2 571 | 1 858 | 1 716 | 1 663 | 1 630 | 1 691 | 1 533 | 1 447 | 1 374 |

| 1901  | 1906  | 1911  | 1921  | 1926  | 1931  | 1936  | 1946  | 1954  |
| ----- | ----- | ----- | ----- | ----- | ----- | ----- | ----- | ----- |
| 1 343 | 1 286 | 1 245 | 1 272 | 1 275 | 1 277 | 1 254 | 1 456 | 1 726 |

| 1962  | 1968  | 1975  | 1982  | 1990  | 1999  | 2004  | 2006  | 2009  |
| ----- | ----- | ----- | ----- | ----- | ----- | ----- | ----- | ----- |
| 1 789 | 1 947 | 2 928 | 3 472 | 3 627 | 4 305 | 5 114 | 5 275 | 5 282 |

| 2014  | 2019  | 2022  | - | - | - | - | - | - |
| ----- | ----- | ----- | - | - | - | - | - | - |
| 5 344 | 5 638 | 6 084 | - | - | - | - | - | - |

### Manifestations culturelles et festivités
À Dompierre-sur-mer est célébré chaque année, la fête de la pomme. Divers stands, artisans et attractions sont proposés sur un week-end d’octobre. Le festival de la pomme en est à sa 28e édition.

## Équipements et services

### Enseignement
- Le collège

Dompierre-sur-Mer possède un collège de l'enseignement secondaire public, dénommé collège Marc-Chagall. Cet établissement a reçu 729 élèves en Février 2018, encadrés par 53 professeurs. C'est l'un des tout premiers collèges publics de Charente-Maritime autant par ses effectifs scolaires que par le nombre d'enseignants.

### Services de la santé
Dompierre-sur-Mer dispose d'un certain nombre de services dans les secteurs médicaux et paramédicaux qui se sont développés grâce à sa proximité de l'agglomération de La Rochelle et à sa très forte croissance démographique de cette dernière décennie.
- Les services médicaux

La ville possède deux cabinets médicaux regroupant huit médecins généralistes et deux cabinets en soins dentaires, tous situés dans le centre-ville.
Dompierre-sur-Mer ne dispose d'aucuns médecins spécialistes, les habitants vont habituellement consulter ceux installés à La Rochelle.
De même, la commune n'est pas équipée d'un centre de radiologie médicale ou IRM qui dépend de La Rochelle pour ce type de prestation.
Le centre hospitalier le plus proche est celui de  La Rochelle, situé à une dizaine de kilomètres à l'ouest, offrant une palette extrêmement étendue de soins divers, étant le plus grand hôpital du département de la Charente-Maritime.
- Les services paramédicaux

Dans ce domaine, Dompierre-sur-Mer est équipée de deux centres en soins infirmiers, de deux cabinets de kinésithérapie, d'un cabinet de pédicure-podologue et d'un cabinet d'orthophoniste. La ville ne dispose pas d'un laboratoire d'analyses médicales, le plus proche étant situé à La Rochelle.
À cela s'ajoute une     pharmacie et trois prothésistes dentaires.
Concernant les services d'urgences médicales, la commune dépend du centre principal de secours de La Rochelle.
Par ailleurs, Dompierre-sur-Mer dispose d'une clinique vétérinaire.

## Culture locale et patrimoine

### Lieux et monuments
Dompierre-sur-Mer est longée par le canal de Marans à La Rochelle qui offre de belles balades. Le tunnel Saint-Léonard se trouve sur le territoire de la commune. L'abbaye Saint-Léonard des Chaumes, détruite, s'y trouvait.
- Château de la Péraudière
- Château de la Motte

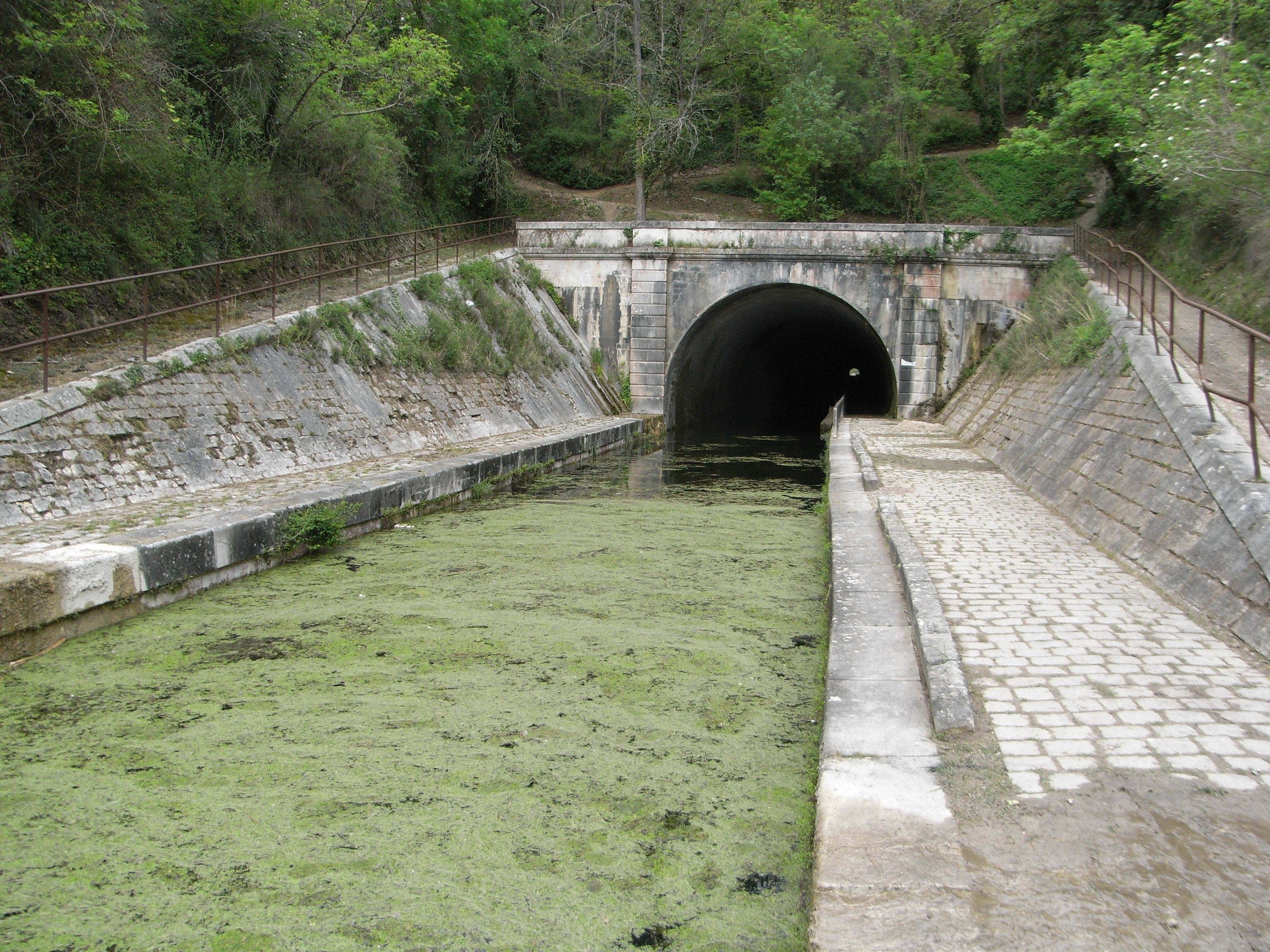
Le tunnel Saint-Léonard sur le canal de Marans à La Rochelle.
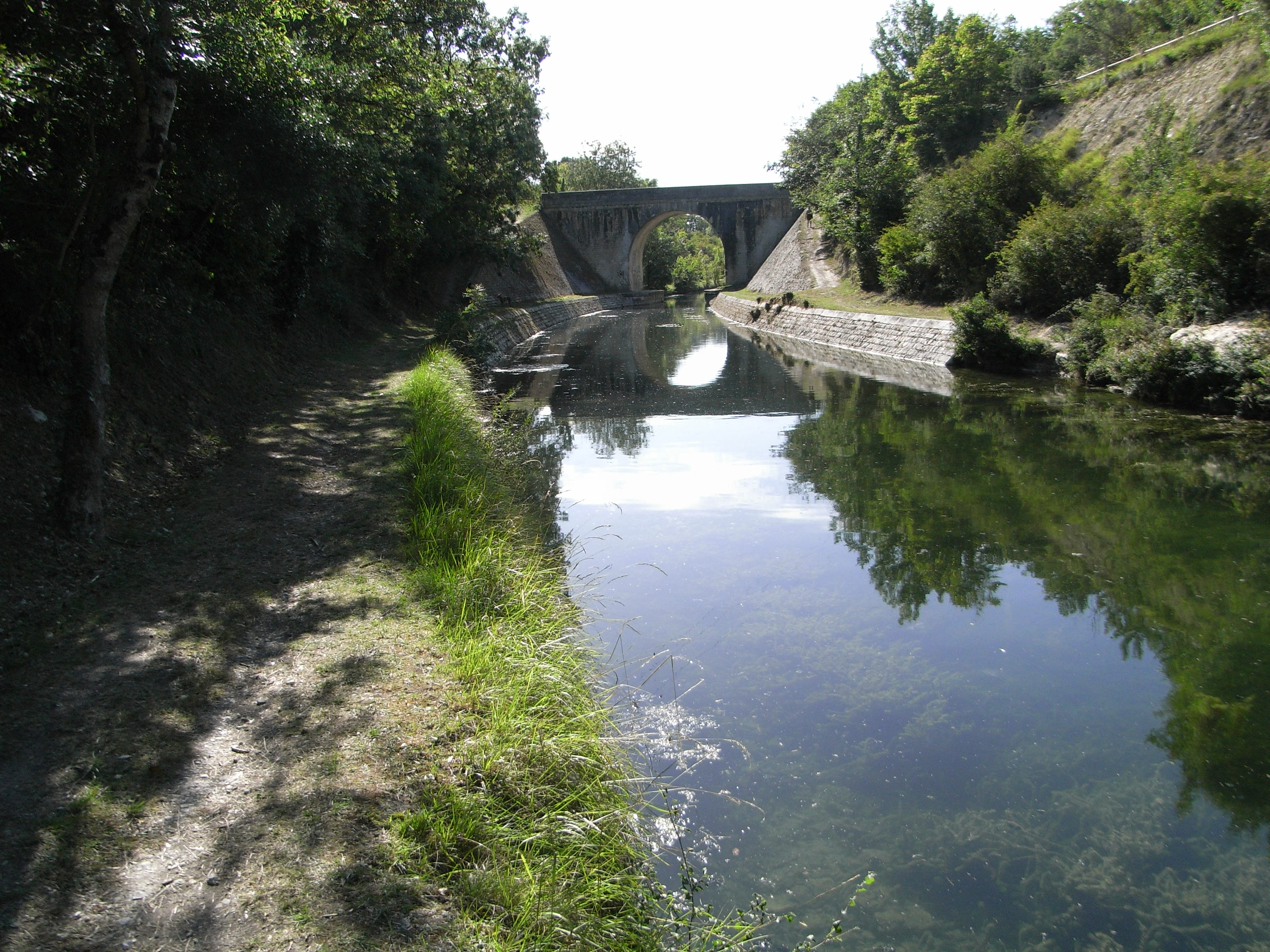
Pont de Chagnolet.
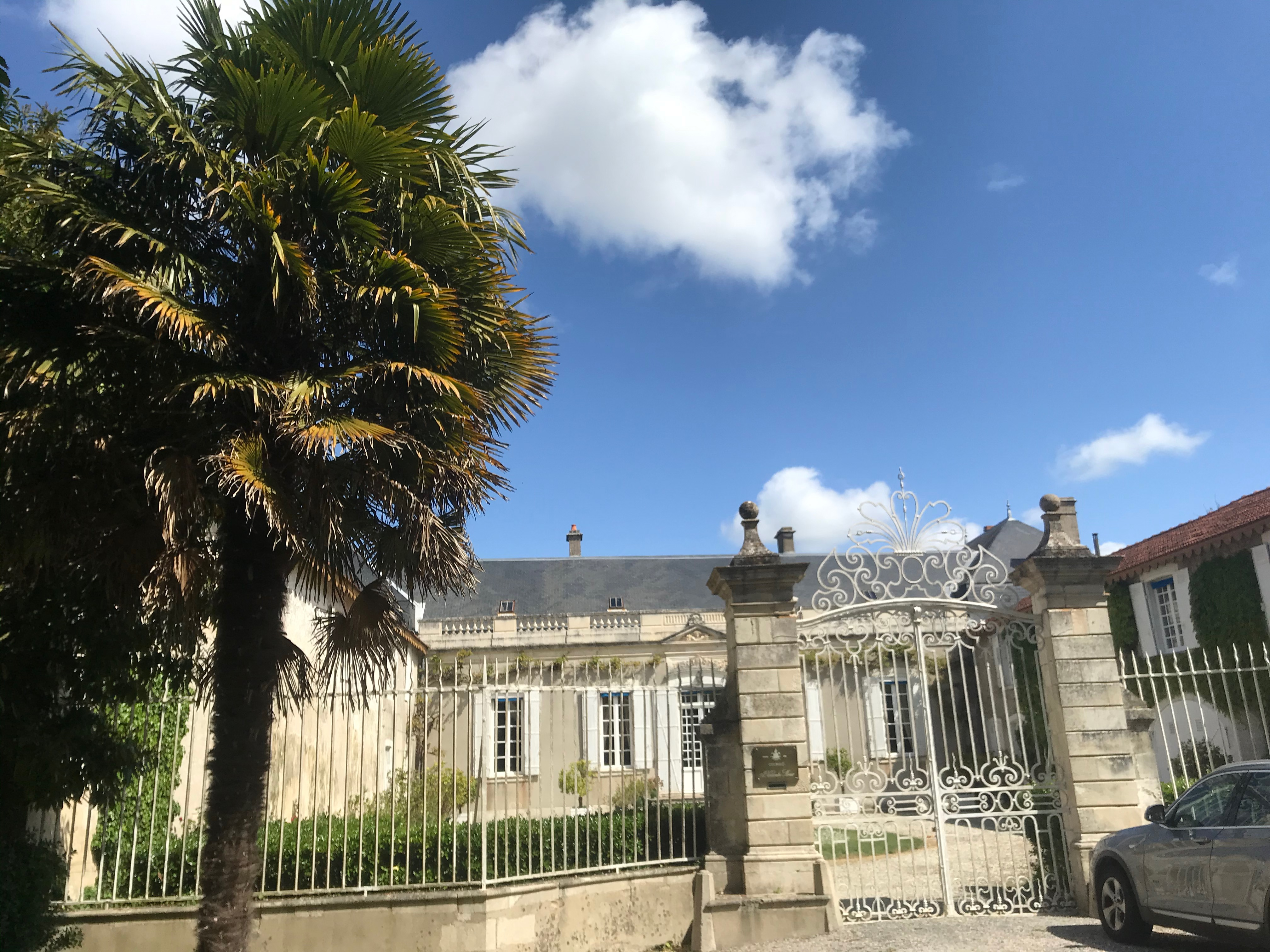
Château de La Péraudière
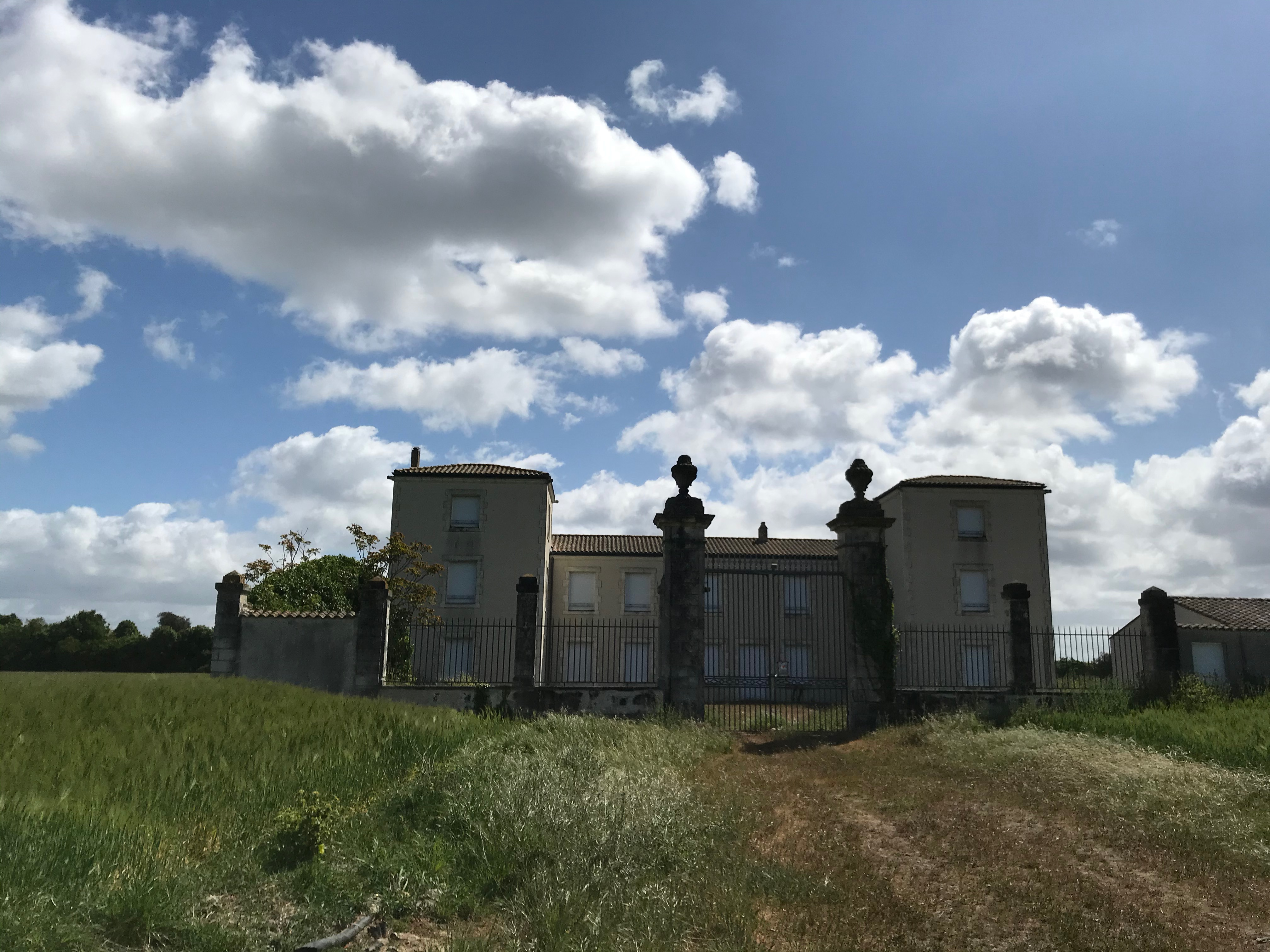
Château de la Motte

#### Patrimoine religieux

##### Église Saint-Pierre

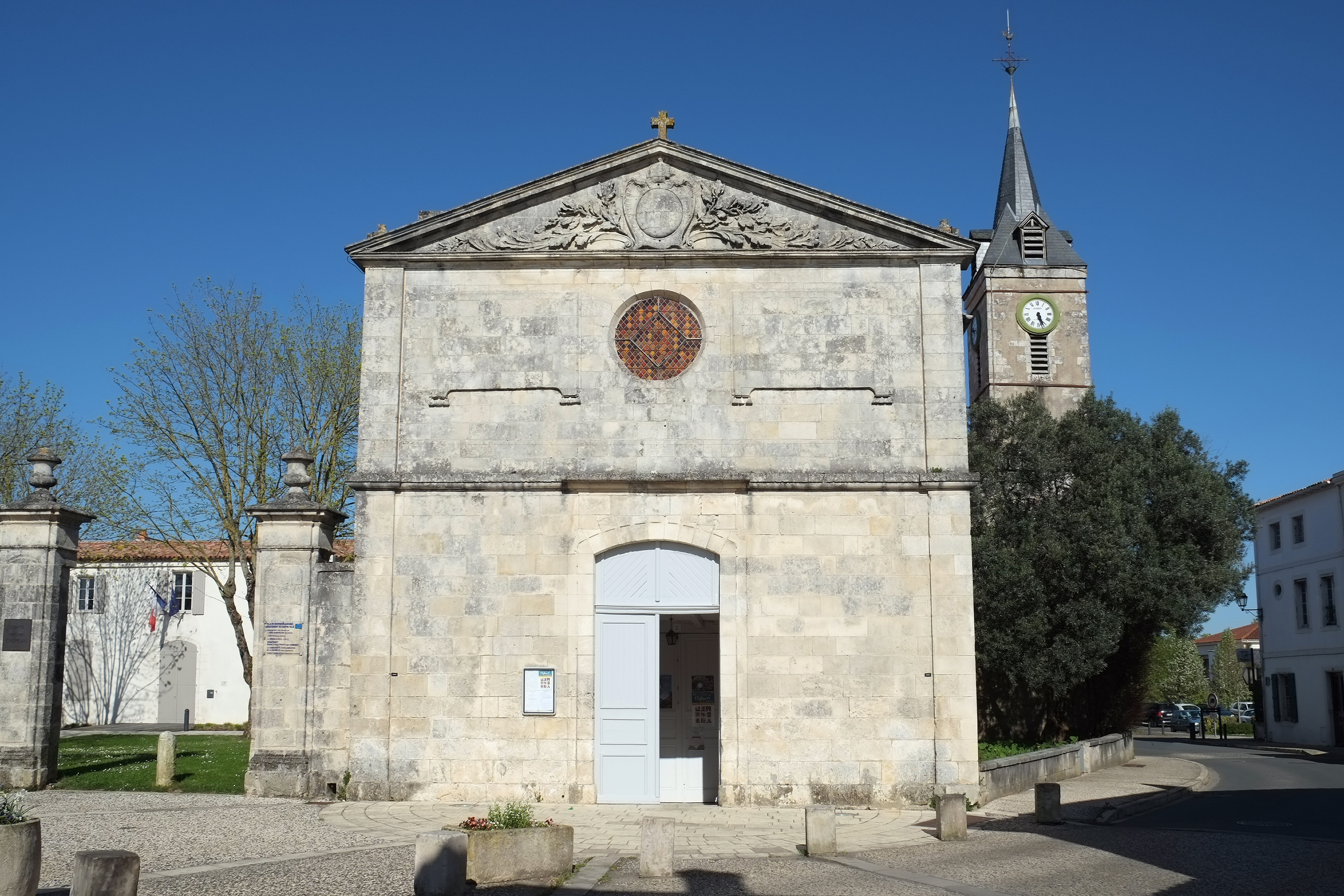
Église Saint-Pierre.

L'église Saint Pierre dont la construction initiale date du XIe siècle, est située au cœur du Bourg.
Elle a subi au cours des siècles de nombreuses reconstructions. D'origine, elle conserve une jolie fenêtre romane sur le mur Sud, rouverte en 1996 lors des travaux de restauration. Au XVe siècle, on avait accolé à la nef principale, deux autres nefs. Seule subsiste celle du midi. Le clocher quadrangulaire, extrêmement étroit, flanqué d’un seul, mais énorme contrefort en glacis, abrite 3 cloches qui ont été souvent détériorées et refondues au cours des siècles.

### Skatepark
Le nouveau skatepark a été inauguré le 1er mars 2012. Il se situe entre les terrains de football et le gymnase municipal.

### Personnalités liées à la commune
- Vincent de Paul (1581-1660), prêtre et fondateur de congrégations y aurait été abbé commendataire auprès de l'abbaye cistercienne Saint-Léonard-des-Chaumes.
- Jacques Archambault (1604-1688), pionnier de la Nouvelle-France.
- Auguste-Louis de Rossel (1736-1804), officier de marine, peintre.
- Jacques Louis Doussin (1753-1843), prêtre charentais, aumônier de l'Armée catholique et royale, y est inhumé.
- Léonce de Joncières (1871-1952), peintre, y est né, alors que son père, Victorin de Joncières, y stationnait comme officier avec son épouse, durant la guerre franco-prussienne[24].
- Serge Vigot (1948-2005), magistrat, fondateur du Marathon de La Rochelle, y a demeuré et y est inhumé.

### Héraldique
| Blason | Blasonnement : D’or à trois lions de gueules accompagnés en cœur d’une clé renversée de sable, brochant sur une chaîne brisée d’or, posée en chevron couché et entrelacée avec l’anneau de la clé. Commentaires : Armes des D'Allemagne, anciens seigneurs. |